# Francesc Rocamora Pàmies
Francesc Rocamora Pàmies (Reus, 1776 - Manila, Filipines, 1861) va ser un frare dominic i missioner català. Fill de Marià Rocamora, un cirurgià reusenc i de Rosa Pàmies, també reusenca, va ingressar als 16 anys al Convent de Santa Caterina de Barcelona i va vestir l'hàbit de l'orde dels predicadors el 1792. Es va llicenciar en teologia i filosofia i el 1805 va ser destinat a les illes Filipines, concretament a l'illa de Luzón, a la Vall de Cagayan, província de Nueva Vizcaya, un dels llocs més dessolats, on hi va fer cap a petició pròpia. Va ser nomenat vicari de Dupax del Sud, càrrec que ocupà durant 35 anys. Més endavant va ser elegit prior de Manila, i el 1841 prelat superior de la província del Santísimo Rosario. Va ajudar a la població de Tungleing quan aquesta ciutat va ser devastada per grups guerrillers que perseguien implacablement als catòlics, enviant recursos humans i econòmics. Va ser nomenat vicari provincial de Manila i superior del convent de San Pedro de Telmo a la província de Cavite, càrrecs que va exercir del 1845 al 1861. Aquell any, ja vell, va demanar poder-se retirar al convent de Santo Domingo, a Manila, on va morir.
Va publicar un Catecismo de la Doctrina Cristiana en la lengua Isinay o Inmeas; corregido, añadido y redactado en mejor forma del antiguo manuscrito por ... Fr. Francisco Rocamora. Manila: Imprenta de Santo Tomás, á cargo de Pedro Memije, 1876 i va deixàr inèdita una "Descripción de las misiones de Ituy", ciutat de la vall de Cagayan on va estar a l'inici de la seva estada a les Filipines.